# Chimarra vibena
Chimarra vibena är en nattsländeart som beskrevs av Malicky och Chantaramongkol 1993. Chimarra vibena ingår i släktet Chimarra och familjen stengömmenattsländor. Inga underarter finns listade i Catalogue of Life.